# Елизабет фон Саксония-Алтенбург (1826–1896)
Елизабет Паулина Александрина фон Саксония-Алтенбург (на немски: Elisabeth Pauline Alexandrine Prinzessin von Sachsen-Altenburg; * 26 март 1826, Хилдбургхаузен; † 2 февруари 1896, Олденбург) е принцеса от Саксония-Алтенбург и чрез женитба велика херцогиня на Олденбург (1853 – 1896).

## Живот
Тя е третата дъщеря на херцог Йозеф фон Саксония-Алтенбург (1789 – 1868) и херцогиня Амалия фон Вюртемберг (1799 – 1848), дъщеря на херцог Лудвиг фон Вюртемберг (1756–1817) и Хенриета фон Насау-Вайлбург (1780–1857).
Елизабет е омъжва на 10 февруари 1852 г. в Алтенбург, Хилдбургхаузен, за бъдещия велик херцог Петер II фон Олденбург (* 7 август 1827, Олденбург; † 13 юни 1900, Растеде), единствен син на велик херцог Август фон Олденбург (1783 – 1853) и втората му съпруга принцеса Ида фон Анхалт-Бернбург-Шаумбург-Хойм (1804 – 1828).
Елизабет умира на 2 февруари 1896 г. на 69 години в Олденбург, Долна Саксония.

## Деца
Елизабет и Петер II имат три деца:
- Фридрих Август (* 16 ноември 1852; † 24 февруари 1931), последният велик херцог на Олденбирг (1900 – 1918), женен I. на 18 февруари 1878 г. в Берлин за принцеса Елизабет Анна Пруска (1857 – 1895), II. на 24 октомври 1896 г. в Шверин за принцеса Елизабет Александрина фон Мекленбург-Шверин (1869 – 1955)
- Георг Лудвиг фон Олденбург (* 27 юни 1855; † 30 ноември 1919), херцог на Олденбург, пруски офицер, неженен
- дъщеря (*/† 19 май 1857)